# 윈드워드 제도

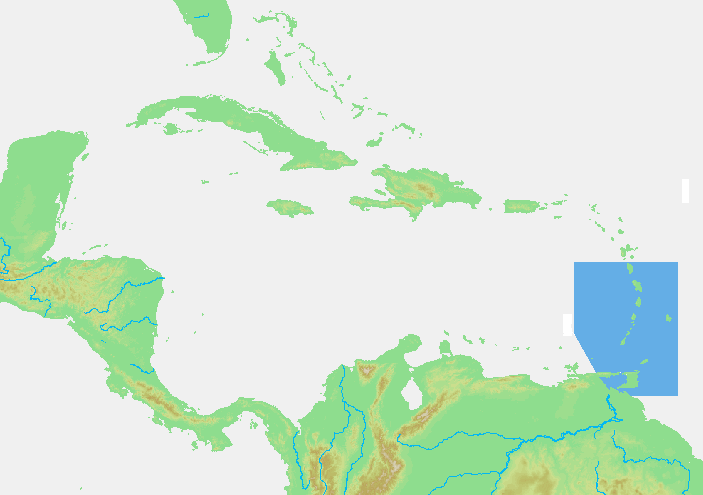
윈드워드 제도의 위치

윈드워드 제도(Windward Islands)는 리워드 제도의 남쪽에 잇달아 있는 섬들로서 프랑스령인 마르티니크 섬이 포함된다. 바나나·코코아·향료·코프라·면화·설탕·럼주를 산출한다. 관광업도 발전중에 있다.

## 같이 보기
- 리워드앤틸리스 제도
- 리워드 제도
- 소앤틸리스 제도